# Hubert Schmidt (Politiker)

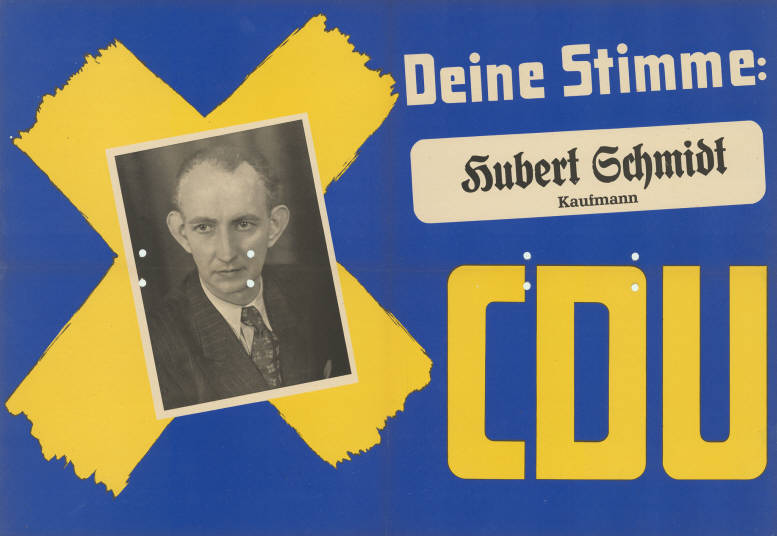
Hubert Schmidt auf einem Landtagswahlplakat 1950

Hubert Schmidt (* 25. Dezember 1910 in Fröndenberg/Ruhr; † 13. August 1989 ebenda) war ein deutscher Politiker (CDU).
Schmidt besuchte die Volksschule und das Realgymnasium, studierte Sprache in Frankreich, absolvierte die Ausbildung zum Kaufmann und war daraufhin als selbstständiger Industriekaufmann tätig.
1946 trat Schmidt in die CDU ein, von 1952 bis 1966 war er dort Vorsitzender der kommunalpolitischen Vereinigung im Landkreis Unna. 1948 zog er in den Fröndenberger Stadtrat ein, von 1948 bis 1952 und noch einmal von 1956 bis 1964 war er Bürgermeister der Stadt. 1952 wurde er auch Mitglied des Kreistages, in dem er 1964 zum stellvertretenden Landrat gewählt wurde. Von 1953 bis 1977 gehörte er außerdem der Landschaftsversammlung Westfalen-Lippe an. Für eine kurze Zeit saß er auch im Landtag Nordrhein-Westfalen: Am 27. April 1970 rückte er ins Parlament nach; am 25. Juli 1970 wurde es aufgelöst.